# Pseudocolaptes
Pseudocolaptes is een geslacht van zangvogels uit de familie van de ovenvogels (Furnariidae).

## Soorten
Het geslacht omvat de volgende soorten:
- Pseudocolaptes boissonneautii – Andespluimoor
- Pseudocolaptes johnsoni – Pacifische pluimoor
- Pseudocolaptes lawrencii – Panamese pluimoor